# Иешуа Га-Ноцри
Иешу́а Га-Ноцри́ — один из героев романа Михаила Булгакова «Мастер и Маргарита» и встроенного романа, написанного Мастером. Прототипом образа Иешуа Га-Ноцри послужил Иисус Христос, однако имеются многочисленные отличия Иешуа от евангельского Христа, вызванные тем, что космография мира романа отличается от традиционной христианской.

## Этимология
Иешуа Га-Ноцри — предположительная реконструкция именования Иисуса Христа (обратный перевод с греческого на иврит).
Иешуа — еврейское произношение библейского имени Иисус (в оригинале — с ударением Иешу́а). Смысл прозвища «Га-Ноцри», упомянутого в Талмуде в немного отличном виде — Йешу (ישו) га-Ноцри, — неясен, на этот счёт существуют различные версии.
По одной версии, это прозвище происходит от названия города — «из Назарета» (самый распространённый вариант толкования). В Синодальном переводе Евангелий ему соответствует одно из наименований Христа — Назарянин, в оригинале др.-греч. Ναζαρηνός (Мк. 1:24; Мк. 14:67; Лк. 4:34; Лк. 24:19). Данная версия также подвергается критике, поскольку город Назарет получил своё первое внебиблейское упоминание лишь примерно в 200 году н. э.
Имеется ряд других вариантов толкования, которые связывают это прозвище со словом «наца́р», «наце́р» или «неце́р», которое означает «отрасль» или «ветвь». В устах первых христиан такое наименование могло использоваться в положительном смысле как указание на «исполнение пророчества Исаии, возвестившего, что Мессия будет отраслью („нецер“) от корня Иессея, отца Давида», а для иудеев, отвергших Иисуса и не признавших в нём Мессию, оно могло иметь презрительное значение «отщепенец».
Версия о том, что га-Ноцри означало «назорей» (то есть указывает на принадлежность к еврейской общине, члены которой особым образом посвящены Богу) сомнительна, так как на иврите и арамейском «назорей» звучит как назир и не похоже на га-Ноцри.
В архиве писателя сохранились выписки из различных источников, предлагавших различные, противоречившие друг другу варианты этимологии прозвища; возможно, поэтому автор не дал в романе его расшифровки.
Имя «Иешуа Га-Ноцри» использовалось в художественной литературе и до Булгакова. Например, в 1922 году в СССР была опубликована пьеса С. Чевкина «Иешуа Ганоцри. Беспристрастное открытие истины».

## Место в мире романа
Иешуа — один из ключевых героев романа. Он появляется вначале во встроенном романе, но в конце романа опосредованно действует и в основной сюжетной линии — посылает Левия Матвея к Воланду с просьбой дать Мастеру покой.

### Черты личности и сюжетная история
При первом появлении в романе Иешуа описывается как бродячий проповедник лет двадцати семи в поношенной одежде. В ранних редакциях романа при описании внешности упоминались его «растрёпанные рыжеватые вьющиеся волосы». Позже автор убрал эту фразу.
Согласно «Православной энциклопедии», «в образе жертвующего собой смиренного праведника Иешуа Га-Ноцри» Булгаковым воплощён положительный идеал, при этом образ Иешуа Га-Ноцри испытал заметное влияние книги Э. Ренана «Жизнь Иисуса», в которой Иисус Христос представлен как идеальный земной человек. Исследователи отмечают массу положительных качеств Иешуа: он «по-настоящему добр», умён и образован, знает три языка, в спорах проявляет незаурядное искусство убеждения, ничего не боится («в числе человеческих пороков одним из самых главных он считает трусость») и никогда не лжёт («Правду говорить легко и приятно»). Лидия Яновская называет его «юным мудрецом», бесконечно беззащитным и бесконечно человечным.
В своих проповедях Иешуа призывал к нравственному совершенствованию, к возврату к истинной природе человека, не испорченной трусостью, жадностью, жестокостью и другими страстями. Временами преуспевает в этом — например, излечил Пилата от болезни. Подобно альбигойцам, о которых сказано ниже, он обращается ко всем: «добрый человек» — и убеждён, что «злых людей нет на свете». Иешуа отвергает всякое насилие: «Настанет время, когда не будет власти ни кесарей, ни какой-либо иной власти. Человек перейдёт в царство истины и справедливости, где вообще не будет надобна никакая власть».
Богослов М. М. Дунаев даёт Иешуа двойственную характеристику: «робок и слаб, простодушен, непрактичен, наивен до глупости»; в то же время «он достигает подлинной духовной высоты, возвещая свою правду вопреки так называемому „здравому смыслу“».
Земная судьба Иешуа, описанная во встроенном романе, внешне похожа на евангельское повествование, и в то же самое время Иешуа имеет многочисленные отличия от евангельского Иисуса с точки зрения как биографии, так и мировоззрения. В частности, его этическая доктрина, согласно которой злых людей просто нет, явно противоречит тому, что сообщают об Иисусе евангелисты.
Иудейские первосвященники сочли проповедь Иешуа взрывоопасной в накалённой атмосфере страны, с помощью Иуды подстроили арест Иешуа по политическому обвинению и передали его римскому наместнику Пилату для суда. Пилат вначале попытался спасти Иешуа, однако обвинения оказались слишком тяжёлыми, и он, опасаясь доноса врагов, вопреки желанию осудил Иешуа на казнь. В основном тексте романа, где Иешуа упоминается как повелитель сил Света, он добивается у Воланда прощения Пилата и устройства судьбы Мастера и Маргариты.

### Космография мира романа
Биографы утверждают, что писатель ещё в молодости разочаровался в православии, перестал носить нательный крест и даже запретил отпевать себя перед смертью, вместе с тем отмечая, что атеистом он определённо не был и к советским антирелигиозным кампаниям относился с отвращением: «Иисуса Христа изображают в виде негодяя и мошенника, именно его. Этому преступлению нет цены».
По предположению Андрея Кураева, в зрелые годы Булгаков, оставаясь вне церкви, всё же в некоторой степени сохранил веру, о чём свидетельствовали Елена Сергеевна Булгакова и другие факты. Кроме того, по словам его племянницы, в 1926 году он стал её крёстным, а после кончины был заочно отпет в церкви на Остоженке (видимо, в храме Илии Обыденного).
Космография мира в романе Булгакова заметно отличается от традиционной христианской — как Иешуа, так и Воланд (дьявол) в этом мире отличаются от привычных христианских аналогов, рай и ад не упоминаются вовсе, а о «богах» говорится во множественном числе (при этом Иешуа нигде не называется Богом).
Религиозные взгляды М. А. Булгакова (точнее, их развитие) описать не просто, однако можно сказать, что в зрелые годы он не был атеистом, хотя его веру нельзя назвать церковной (см. врезку).
Литературоведы нашли в мире романа сходство с дуалистическими (двоебожными) вероучениями, примерами которых являются манихейство или гностицизм. Согласно этим учениям, сферы влияния в мире чётко разделены между Светом и Тьмой, они равноправны, и одна сторона не может — просто не имеет права — вмешиваться в дела другой: «Каждое ведомство должно заниматься своими делами». Воланд не может простить Фриду, а Иешуа не может взять к себе Мастера. Булгаковед Лидия Яновская отмечает «присущее Булгакову ощущение цельности мира, неразрывности света и тьмы, дня и ночи».
Сходная космография исторически встречалась в апокрифической литературе — «Евангелии от Филиппа» и «Евангелии от Фомы», а также у альбигойцев, богомилов и катаров.

### Отношения с другими персонажами
Прочитав роман Мастера, Иешуа посылает к Воланду своего ученика Левия Матвея с просьбой наградить Мастера и Маргариту покоем. Один из глубинных смыслов этой сцены — последовательно проводимое в романе (начиная с эпиграфа) противопоставление пассивного Добра и активного Зла, которые совместно и независимо участвуют в едином историческом процессе.
Сам Воланд в романе отзывается об Иешуа подчёркнуто уважительно: «Вам не надо просить за него [Пилата], Маргарита, потому что за него уже попросил тот, с кем он так стремится разговаривать».

### Авторское отношение к образу Иешуа
Несмотря на своё отдаление от традиционного христианства, Булгаков относится к Иешуа с глубокой симпатией, хотя и понимает, насколько его этическая доктрина «злых людей нет на свете» чужда реальности. В своих конспектах материалов к роману Булгаков нередко называет Иисуса-Иешуа Спасителем и в 1931 году записывает на полях тетради: «Помоги, Господи, кончить роман». А. Н. Варламов, автор ЖЗЛ-биографии Булгакова, пишет, что «в Иешуа он [Булгаков] любил великодушие, мужество, человечность, а главное — бескомпромиссное понимание того, что трусость есть самый главный порок. Но не видел и не признавал в нём сакральности, его Божественной ипостаси, добровольности и высокого смысла искупительной жертвы. Почему? Именно потому, что был искренен и не хотел лгать».

### Возможные прототипы и влияния
Биограф Булгакова М. О. Чудакова полагает, что дополнительным прототипом как Иешуа, так и Мастера был беззлобный и бесхитростный князь Мышкин — герой романа Достоевского «Идиот». Иное объяснение сходства Иешуа и князя Мышкина требует небольшого углубления в историю русской литературы:

Лев Николаевич Толстой призывал читать Евангелие с красно-синим карандашом: вычёркивать всё непонятное, подчёркивать всё, что понравилось, и затем читать только подчёркнутое. В ходе такой редукции «пропалывались» все места, в которых говорится о Божественности Христа, и оставался лишь образ проповедника, учащего о милосердии и высокой нравственности. С такой трактовкой Христа спорил Достоевский, изобразив персонажа, подобного толстовскому Христу — князя Мышкина, которого — как и Толстого — зовут Лев Николаевич. Тот же образ — в романе Мастера.
Иными словами, согласно этому объяснению, образ Иешуа выведен Булгаковым в продолжение литературной полемики с Толстым и с толстовским пониманием Христа.
Литературовед Мирон Петровский в монографии «Мастер и Город. Киевские контексты Михаила Булгакова» (2001), проводя параллели между жизнью и творчеством писателя и художника Николая Ге, окончивших в разное время одну и ту же Первую киевскую гимназию, назвал «источником» христологических мотивов писателя творчество Николая Ге, хотя и признался, что, насколько ему известно, подобная проблема в литературоведении прежде не поднималась. Мирон Петровский считал убедительной параллель между словами Льва Толстого, обращёнными к художнику по поводу «Распятие» 1894 года («я чувствую, что это именно так и было»), и словами Мастера в романе Булгакова («О, как я угадал! О, как я всё угадал!») по поводу собственного романа о Понтии Пилате. Петровский писал, что возможно простое совпадение, но следует обратить внимание, что обе фразы были произнесены по одному и тому же поводу: «В обоих случаях речь идет о творческом прозрении художника, восстановившего с неоспоримой достоверностью голгофскую трагедию». Он считал, что не может быть сомнений в знании писателем отзыва Толстого на картину Ге, но, с его точки зрения, познакомился с этим отзывом Булгаков, вероятно, не по книге Владимира Стасова о художнике, в которой были опубликованы воспоминания Александра Страннолюбского, а по какому-то неустановленному в наше время источнику. В качестве возможного варианта Петровский предложил книгу учителя рисования и одновременно регента гимназического хора Владимира Рябчевского о Николае Ге, изданную в Киеве к юбилею Первой гимназии в 1911 году.
Интерес к словам Толстого, по мнению Петровского, не мог быть случайным. Булгаков сохранял в памяти историю знаменитого выпускника Первой гимназии, который стал автором целого цикла картин на евангельские сюжеты, и был другом Толстого.

### Альтернативные интерпретации образа Иешуа
В романе Иешуа называется повелителем сил Света и антиподом Воланда, повелителя сил Тьмы. На этом фоне резко выделяются позиции протодиакона Андрея Кураева и искусствоведа Т. Поздняевой. Последняя в своей книге, сравнив между собой два образа — персонажа Булгакова и евангельского Иисуса (см. ниже), пишет:

…мы неизбежно приходим к выводу, что "угаданный мастером Иешуа никогда не воплощался на земле и не проходил земного пути Иисуса Христа. Это маска, лицедейство, «прельстительный» для мастера образ, сыгранный или явленный духом, способным принимать любые обличья.
Последняя фраза перекликается со знаменитыми словами апостола Павла о том, что «сам сатана принимает вид Ангела света» (2Кор. 11:14).
Татьяна Поздняева предлагает трактовку, согласно которой автор встроенного романа, Мастер, «последовательно и неуклонно даёт негатив новозаветных событий».

…в романе мастера мессианство Иисуса — ложь и выдумки. Это и ставит его в разряд «антиевангелий», потому что используются не те или иные научные доказательства или приводятся новые толкования, но попросту перечёркиваются (вернее, подаются со знаком минус) сами евангельские события.— Татьяна Поздняева, Воланд и Маргарита
Она же отмечает, что «Ершалаим может быть рассмотрен как роскошная декорация», сочетающая реальные детали и театральную условность, на которую имеется указание и в самом романе, и что присутствующий в романе Мастера «элемент чудесного», включающий «исцеление гемикрании у Понтия Пилата» и другое, «не позволяет назвать его сочинение сугубо историческим и рационалистическим».
Протодиакон Андрей Кураев в своих толкованиях романа также считает встроенный роман сочинением «нечистого духа», своего рода «Евангелием от Дьявола»; Искусственный, ангажированный характер своего толкования романа Булгакова Андрей Кураев прямо раскрыл в своей книге:

Сразу скажу: так называемые «пилатовы главы» «Мастера и Маргариты» кощунственны… Мне хотелось бы оправдать консерватизм своей любви… Имею ли я право продолжать с любовью относиться к булгаковской книге?… Может ли христианин не возмущаться этой книгой? Возможно ли такое прочтение булгаковского романа, при котором читатель не обязан восхищаться Воландом и Иешуа, при этом восхищаясь романом в целом?

В «Православной энциклопедии» отмечается, что роман «Мастер и Маргарита» сразу стал очень популярен в СССР и способствовал росту интереса к Евангелию, образу Иисуса Христа и религиозно-нравственным проблемам. Эти факты трудно совместить с рассмотрением встроенного романа как «Евангелия от дьявола». ЖЗЛ-биограф Булгакова Алексей Варламов расценивает подобные интерпретации как «не слишком убедительную со всех точек зрения конструкцию», поскольку они исходят из сомнительной гипотезы, что Булгакову антипатичны как Иешуа, так и Мастер. Лидия Яновская также считает, что эта «версия, вдохновенно подхваченная энтузиастом разрушения великого романа диаконом А. В. Кураевым… — чистой воды выдумка».

## Отличия Иешуа от евангельского Иисуса

### Мотивы авторского замысла
Булгаковский персонаж имеет многочисленные отличия от евангельского Иисуса, что подчёркивается в романе словами Берлиоза: «Ваш рассказ чрезвычайно интересен, профессор, хотя он и совершенно не совпадает с евангельскими рассказами».
Причиной этих расхождений, по мнению ряда критиков, было стремление М. А. Булгакова «очистить Евангелия от недостоверных, по его мнению, событий», то есть выполнить максимально возможную реконструкцию реальной, демифологизированной истории Иисуса. Для этого писатель несколько лет тщательно изучал многочисленные исторические труды, выяснял бытовые, этнографические и топографические детали, относящиеся к Иудее I века, точное произношение имён и названий. К. М. Симонов в предисловии к первой публикации романа охарактеризовал встроенный роман как классически отточенную, экономную реалистическую прозу. Критик В. Я. Лакшин также отметил впечатляющий художественный и исторический реализм встроенного романа: «Солнце — привычный символ жизни, радости, подлинного света — сопровождает Иешуа на крестном его пути как излучение жаркой и опаляющей реальности… Писатель рассказывает её [историю] так, как если бы речь шла о реконструкции реального эпизода истории, происшедшего в римской Иудее в I веке нашей эры».
Все эти критики рассматривают историю Мастера в основном тексте «Мастера и Маргариты» и историю Иешуа во встроенном романе как идейное и художественное единство, усиливающее друг друга. Оба романа посвящены одной теме — подавлению свободной личности бесчеловечной властью. «Между трагической судьбой Иешуа и мучениями, страданиями Мастера возникает многозначимая параллель. Ассоциативная связь между историческими главами и главами о современности усиливает философские и нравственные идеи романа».

### Биографические подробности

#### Обстоятельства рождения
Одно из важных отличий: Иешуа Га-Ноцри, по его собственному свидетельству, родился в Гамале, а не в Вифлееме, то есть вовсе не там, где должен был родиться Христос (Мессия). Кроме того, Иешуа — «человек неизвестного происхождения (и к тому же не еврей по крови)», его отец, по слухам, — сириец, и данный факт также не позволяет ему быть Мессией.
Напротив, Рождество Христово произошло в Вифлееме (Мф. 2:1, Лк. 2:4-7), в том городе, где и надлежало родиться Мессии согласно ветхозаветному пророчеству (Мих. 5:2), о котором хорошо знали первосвященники и книжники народные, созванные встревоженным царём Иродом после прихода волхвов с востока (Мф. 2:3-6).

#### Ученики
Иешуа не имеет учеников, а о Левии Матвее, который ведёт записи, говорит, что тот искажает его слова.
Напротив, Иисус имеет двенадцать избранных учеников-апостолов, одним из которых стал мытарь Левий, более известный как апостол Матфей; также в Евангелиях говорится об отправленных на проповедь других семидесяти учениках.

#### Последователи
Не одни лишь апостолы сопровождали Иисуса в Его странствиях. Вообще, в Евангелиях мы неоднократно читаем о сопровождавших Иисуса толпах народа. В случае с Иешуа Га-Ноцри ничего подобного просто нет.

#### Вхождение в город
В ходе допроса Пилатом Иешуа был спрошен о том, как он вступил в Ершалаим. «Вопрос Пилата … опять-таки связан с пророчеством о Мессии (Ис. 62:11; Зах. 9:9): по пророчеству, Мессия должен появиться на осле». Иешуа «отрицает торжественность въезда, мотивируя это отсутствием у него осла» и говорит, что приветствовать его некому, ибо он никому не известен в этом городе.
Напротив, Вход Господень в Иерусалим сопровождается ликованием народа. Иисус въезжает в город, сидя на осле, тем самым исполняя ветхозаветные пророчества, под восторженные крики народа: «Осанна!».

#### Дорога на казнь
Как отмечает Татьяна Поздняева, «Иешуа не проходит Крестного пути Иисуса к Голгофе и не несёт Креста. Осуждённые „ехали в повозке“ (с. 588), а на их шеи были повешены доски с надписью на арамейском и греческом языках: „Разбойник и мятежник“ (с. 588)».
Евангельский Иисус не просто идёт пешком, а несёт на себе орудие своей казни.
Таблички на шее у него нет, но после, когда он придёт на Голгофу, над ним поместят табличку «с надписью вины Его» (Мк. 15:26).

#### Казнь и погребение
Написанный Мастером «внутренний» роман последовательно опровергает ветхозаветные пророчества о Христе, что продолжается в описаниях казни и погребения: палачи отказываются от одежды казнённого Иешуа, которому перебивают голени и хоронят в одной яме с разбойниками. Этим опровергаются пророчество царя Давида: «Он хранит все кости его; ни одна из них не сокрушится» (Пс. 33:21), — и пророчество Исаии о погребении Мессии «у богатого» (Ис. 53:9).
В описании же казни Христа мы читаем, как воины «взяли одежды Его и разделили на четыре части, каждому воину по части», а хитон не стали делить, ибо он «был не сшитый, а весь тканый сверху», потому и метали «о нём жребий, чей будет, — да сбудется речённое в Писании: разделили ризы Мои между собой и об одежде Моей бросали жребий» (Ин. 19:23, 24). Христу не перебивают голени (Ин. 19:33) — опять же во исполнение пророчества (Ин. 19:37), а погребает Его Иосиф Аримафейский (Мф. 27:57—60; Мк. 15:43—46; Лк. 23:50—53; Ин. 19:38—42) — человек богатый (Мф. 27:57).

### Мировоззрение
Булгаковского Иешуа от евангельского Иисуса отличают не только многие ключевые обстоятельства рождения, жизни и смерти, но и мировоззрение, и понимание своей миссии.

Иешуа не называет себя философом, но Понтий Пилат определяет его именно так и даже спрашивает, из каких греческих книг он почерпнул свои воззрения. На мысль о греческих первоисточниках знаний Иешуа прокуратора натолкнуло рассуждение о том, что все люди добры от рождения. Философская концепция Иешуа о том, что «злых людей не бывает», противостоит знанию иудеев об онтологическом зле.— Татьяна Поздняева, Воланд и Маргарита
Напротив, евангельский Иисус говорит, что человеку может быть присуще зло, при этом источник как добра, так и зла — сердце человека (см. Мф. 12:34-35 и др.).

## Образ Иешуа в кинематографе и театре
| Название           | Страна             | Год  | Режиссёр                       | В роли Иешуа                        | Примечания |
| ------------------ | ------------------ | ---- | ------------------------------ | ----------------------------------- | ---------- |
| Пилат и другие     | ФРГ                | 1972 | Анджей Вайда                   | Войцех Пшоняк                       |            |
| Мастер и Маргарита | Италия · Югославия | 1972 | Александр Петрович             | Радомир Релич                       |            |
| Мастер и Маргарита | СССР               | 1977 | Юрий Любимов                   | Александр Трофимов                  | спектакль  |
| Мастер и Маргарита | Польша             | 1988 | Мацей Войтышко                 | Тадеуш Брадецкий                    |            |
| Инцидент в Иудее   | Великобритания     | 1991 | Пол Брайерс                    | Марк Райлэнс                        |            |
| Мастер и Маргарита | Россия             | 1994 | Юрий Кара                      | Николай Бурляев                     |            |
| Мастер и Маргарита | Россия             | 2005 | Владимир Бортко                | Сергей Безруков                     | телесериал |
| Мастер и Маргарита | Россия             | 2009 | Леонид Полонский Игорь Бунаков | Владимир Ябчаник Ростислав Колпаков | мюзикл     |
| Мастер и Маргарита | Россия             | 2014 | Софья Сираканян                | Антон Авдеев Глеб Матвейчук         | мюзикл     |
| Мастер и Маргарита | Россия             | 2024 | Михаил Локшин                  | Аарон Водовоз                       |            |

## Комментарии
1. ↑  Также является персонажем романа «Евангелие от Афрания» (1995) российского писателя Кирилла Еськова, вторая часть которого написана от имени другого персонажа «Мастера и Маргариты» — Афрания, начальника тайной стражи при прокураторе Иудеи Понтии Пилате.
2. ↑  Например, в 12-й главе Евангелия от Матфея мы встречаем рассказ о тех словах, с которыми Иисус обратился к фарисеям:

Порождения ехиднины! как вы можете говорить доброе, будучи злы? Ибо от избытка сердца говорят уста. Добрый человек из доброго сокровища выносит доброе, а злой человек из злого сокровища выносит злое.— Мф. 12:34-35
3. ↑  Таковы рудиментарная церковность в доме Булгакова, отказ писать антирелигиозные пьесы, обрывочные дневниковые записи, строки произведений Булгакова, тот факт, что за три дня до смерти Булгаков осенял себя (и жену) крестным знамением.
4. ↑  «Перед приходом следователя Иванушка дремал лежа, и перед ним проходили некоторые видения. Так, он видел город странный, непонятный, несуществующий…» (Мастер и Маргарита, часть вторая, глава 27: «Конец квартиры № 50» Архивная копия от 10 июля 2014 на Wayback Machine), см. также: Поздняева Т. Воланд и Маргарита Архивная копия от 29 ноября 2014 на Wayback Machine, часть II, глава 8: «Ершалаим». М.: Амфора, 2007. Серия: Новая Эврика, 448 с. ISBN 978-5-367-00317-8.
5. ↑  Например, евангелист Лука сообщает:

После сего Он проходил по городам и селениям, проповедуя и благовествуя Царство Божье, и с Ним двенадцать, и некоторые женщины, которых Он исцелил от злых духов и болезней: Мария, называемая Магдалиною, из которой вышли семь бесов, и Иоанна, жена Хузы, домоправителя Иродова, и Сусанна, и многие другие, которые служили Ему имением своим.— Лк. 8:1-3